# نیوتوک (آلاسکا)
نیوتوک (به انگلیسی: Newtok) شهری در ناحیه سرشماری بتل ایالت آلاسکا است که جمعیت آن در سرشماری سال ۲۰۰۰ میلادی ۳۲۱ نفر بوده‌است.